# FC CSKA 1948 Sofia
FC CSKA 1948 Sofia (bulharsky ФК ЦСКА 1948 София) je bulharský fotbalový klub z města Sofia. Domácí zápasy hraje na Stadion Bistritsa. Hraje 1. bulharskou ligu, nejvyšší soutěž v zemi. Klubové barvy jsou červená a bílá.
Klub byl založen v roce 2016 nespokojenými fanoušky CSKA Sofia. V sezóně 2019/20 postoupil do 1. ligy.
Až do roku 2022 v klubu hráli převážně bulharští hráči.

## Významní hráči
- Emil Gargorov
- Martin Kamburov
- Galin Ivanov
- Ivan Karadžov
- Denislav Aleksandrov
- Daniel Mladenov
- Marijan Ognyanov
- Dimitar Pirgov
- Vensislav Vasilev
- Radoslav Kirilov
- Andon Gushterov
- Aleksandar Kolev
- Georgi Rusev
- Denislav Aleksandrov
- Ivajlo Chočev
- Daniel Naumov
- Birsent Karagaren
- Antonio Vutov
- Miki Orachev
- Nikola Iliev
- Serkan Yusein
- Erdenis Gurishta
- Viðar Örn Kjartansson
- Mario Ilievski
- Parvizdžon Umarbajev
- Steve Furtado
- Ryan Bidounga
- Tom Rapnouil